# Bhokardan
Bhokardan is een nagar panchayat (plaats) in het district Jalna van de Indiase staat Maharashtra. 

## Demografie
Volgens de Indiase volkstelling van 2001 wonen er 16.950 mensen in Bhokardan, waarvan 53% mannelijk en 47% vrouwelijk is. De plaats heeft een alfabetiseringsgraad van 62%. 